# Rancio Valcuvia
Rancio Valcuvia é uma comuna italiana da região da Lombardia, província de Varese, com cerca de 866 habitantes. Estende-se por uma área de 4 km², tendo uma densidade populacional de 217 hab/km². Faz fronteira com Bedero Valcuvia, Brinzio, Cassano Valcuvia, Castello Cabiaglio, Cuveglio, Ferrera di Varese, Masciago Primo.

## Demografia
| Variação demográfica do município entre 1861 e 2011                               |
|                                                                                   |
| Fonte: Istituto Nazionale di Statistica (ISTAT) - Elaboração gráfica da Wikipedia |